# Paradoxographoi
Paradoxographoi (griechisch παραδοξογράφοι) oder Paradoxographien sind antike listenartige Sammlungen von wunderbaren Tatsachen. Die Bezeichnung selbst stammt nicht aus der Antike, sondern wurde nach ersten Belegen im zwölften Jahrhundert erst im neunzehnten Jahrhundert zur Sammelbezeichnung der Gattung.
Paradoxographische Schriften sind eine antike Literaturgattung. Als Erfinder der Gattung gilt Kallimachos. Bei vielen Paradoxographien handelt es sich um anonyme oder pseudepigraphische Schriften. Letzteres gilt etwa von der Aristoteles zugeschriebenen Schrift Περὶ θαυμασίων ἀκουσμάτων („Über Dinge, die wunderbar zu hören sind“). Zu den ersteren gehören die anonymen Sammlungen von Exzerpten älterer Paradoxographien: Paradoxographus Florentinus, Vaticanus und Palatinus.
Paradoxographische Schriften sind dadurch von zum Beispiel mythologischen Schriften unterschieden, dass ihre Autoren davon ausgehen, dass es sich bei den berichteten außergewöhnlichen Ereignissen oder Gegebenheiten (die „Mirabilien“) um zwar seltsame, aber doch empirische Tatsachen handelt. Inhaltlich überwiegen Tier- und Wassermirabilien, es finden sich aber auch Berichte über (aus der Sicht der Verfasser) bemerkenswerte Eigentümlichkeiten fremder Völker.